# San Sebastianello

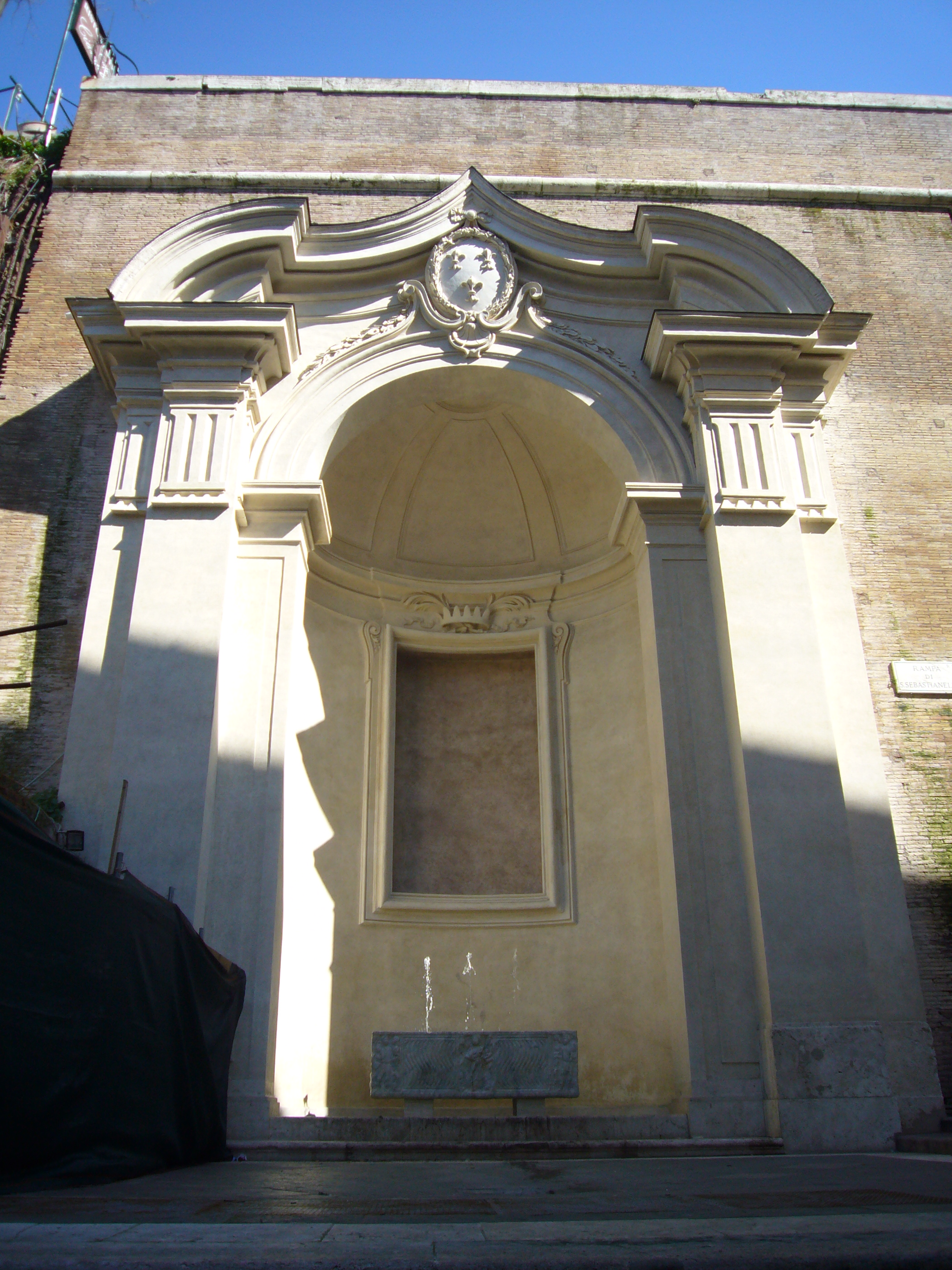
Fontana del Botino, que provavelmente está no local onde ficava a pequena capela.

San Sebastianello era uma pequena capela de um convento dominicano localizado na Via di San Sebastianello (nº 10), no rione Campo Marzio de Roma, um pouco adiante do canto nordeste da Piazza di Spagna. Era dedicada a São Sebastião.

## História
Antes do século XIX, a rua conhecida como Via di San Sebastianello costumava levar a uma escada lateral que ainda hoje leva ao alto da escadaria da igreja de Santissima Trinità dei Monti, com uma passagem que continuava até uma casa de fazenda de umas vinhas no sopé do monte Pincio. Esta passagem se tornou o trecho norte da rua no início do século XIX, quando as vinhas foram loteadas. Havia no local uma pequena capela dedicada a São Sebastião no local onde a rua hoje faz a curva, que teria sido destruída em 1733 por um desmoronamento de alvenaria de um muro de contenção da Piazza delle Trinità dei Monti e acima e substituída pela edícula arcada que hoje está no local. Ela abrigava um retrato do santo antigamente, mas a moldura vazia ainda está no local, conhecida como Fontana del Botino. As fontes usuais sobre as antigas igrejas de Roma não mencionam esta capela e a principal suspeita é que tratava-se apenas de um pequeno santuário na rua. San Sebastianello significa "São Sebastiãozinho". 
Em 1835, os dominicanos fundaram um convento na Via di San Sebastianello em um edifício novo. Depois da captura de Roma, em 1870, ele se tornou a sede da ordem (generalato) na cidade e a capela do convento foi aberta ao público. Em 1885, esta capela foi completamente reformada.
Na década de 1930, os dominicanos fizeram um acordo com governo fascista pelo qual eles cederam o convento em troca de poderem retomar Santa Sabina, que costumava ser sua sede. O convento se transformou na sede da polícia de Roma e a capela foi desconsagrada.

## Descrição
Não há nada para ser visto no local hoje, pois a capela não tinha identidade arquitetural própria. Havia três altares, sendo o principal dedicado a São Sebastião. O da esquerda era dedicado a Nossa Senhora do Rosário e o da direita, a São Tomás de Aquino, este último com uma peça de altar de Fra Luigi, um dominicano espanhol.